# Маунтфорд, Редж
Реджинальд Чарльз Маунтфорд (англ. Reginald Charles Mountford; 16 июля 1908, Дарлингтон, Дарем — 14 марта 1994, Брайтон, Восточный Суссекс) — английский футболист и тренер.

## Биография
Начинал свою карьеру в клубе из родного города «Дарлингтон», за который провел 12 матчей. Затем он перешел в «Хаддерсфилд Таун». В его составе он играл до начала Второй мировой войны. Вместе с ним он дважды доходил до финала Кубка Англии. Во время войны, 8 февраля 1941 года, провел один неофициальный матч за сборную Англии против Шотландии (3:2) Сент-Джеймс Парке.
После войны переехал в Данию. Там он несколько лет возглавлял команду «Фрем». В 1948 году Маунтфорд был главным тренером сборной Дании на летних Олимпийских играх в Лондоне. На футбольном турнире скандинавам удалось завоевать бронзовые медали.
Свои последние годы проживал в английском Брайтоне.

## Достижения

### Футболиста
- Финалист Кубка Англии (2): 1929/30, 1937/38.
- Вице-чемпион Первого дивизиона Англии (1): 1933/34.

### Тренера
- Бронзовый призер Олимпийских игр (1): 1948.